# Ivor Cutler
Ivor Cutler, né le 15 janvier 1923 et mort le 3 mars 2006, est un auteur de chansons, un écrivain, un poète et un humoriste écossais.

## Biographie
Il se fait connaitre par ses prestations sur les ondes de la BBC puis tient, en 1967, le rôle de Buster Bloodvessel dans le téléfilm des Beatles Magical Mystery Tour. Dans le bonus du DVD de ce film, on peut le voir interpréter, en s'accompagnant à l'harmonium, sa chanson I'm Going in a Field. Il participe également à l'enregistrement de l'album Rock Bottom de Robert Wyatt sorti en 1974, sur lequel il chante les deux chansons intitulées Little Red Riding Hood Hit the Road où il joue aussi du concertina bariton et de l'harmonium sur la seconde .

### Poésie
- Many Flies Have Feathers (1973). Trigram Press.
- A Flat Man (1977). Trigram Press.  (ISBN 0-85465-053-9)
- Private Habits (1981). Arc Publications.  (ISBN 0-902771-89-2)
- LARGE et Puffy (1984). Arc Publications.  (ISBN 0-902771-70-1)
- Fresh Carpet (1986). Arc Publications.  (ISBN 0-902771-68-X)
- A Nice Wee Present from Scotland (1988). Arc Publications.  (ISBN 0-902771-73-6)
- Is That Your Flap, Jack? (1992). Arc Publications.  (ISBN 0-946407-76-2)
- A Stuggy Pren (1994). Arc Publications.  (ISBN 0-946407-94-0)
- A Wet Handle (1996). Arc Publications.  (ISBN 1-900072-06-8)
- South American Bookworms (1999). Arc Publications.  (ISBN 1-900072-35-1)
- Scots Wa' Straw (2003). Arc Publications  (ISBN 1-900072-94-7)

### Prose
- Gruts (1962). Museum Press.
- Cockadoodledon't!!! (1966). Dennis Dobson.
- Life in a Scotch Sitting Room, vol.2 (1984). Methuen.  (ISBN 0-413-73580-X)
- Gruts (1986). Methuen.  (ISBN 0-413-40810-8)
- Fremsley (1987). Methuen.  (ISBN 0-413-15540-4)
- Glasgow Dreamer (1990). Methuen.  (ISBN 0-413-73600-8)

### Livres pour enfants
- Meal One. Armada Lions.
- Balooky Klujypop. (1975) Heinemann.
- The Animal House. Armada Lions.
- The Vermillion Door (1984). Walker Books.
- The Pomegranate Door (1984). Walker Books.
- Herbert the Chicken (1984). Walker Books.
- Herbert the Elephant (1984). Walker Books.
- Herbert the Questionmark (1984). Walker Books.
- Herbert the Herbert (1984). Walker Books.
- One and a Quarter (1987).  (ISBN 0-233-98060-1)
- Herbert: 5 Stories (1988). Walker Books.  (ISBN 0-7445-4778-4)
- Grape Zoo (1991). Walker Books.  (ISBN 0-7445-2327-3)
- Doris the Hen (1992). Heinemann.  (ISBN 0-434-93354-6)
- The New Dress (1995). The Bodley Head.  (ISBN 0-370-31873-0)